# Куба (острво)
26° 10′ 17″ N 127° 14′ 16″ E / 26.17139° С; 127.23778° И
Острво Куба (јап. 久場島) Kuba-shima, је ненастањено острво у области Шимаџири у префектури Окинава, Јапан. Острво припада групи острва Керама, у архипелагу Рјукју.